# Пир (ислам)

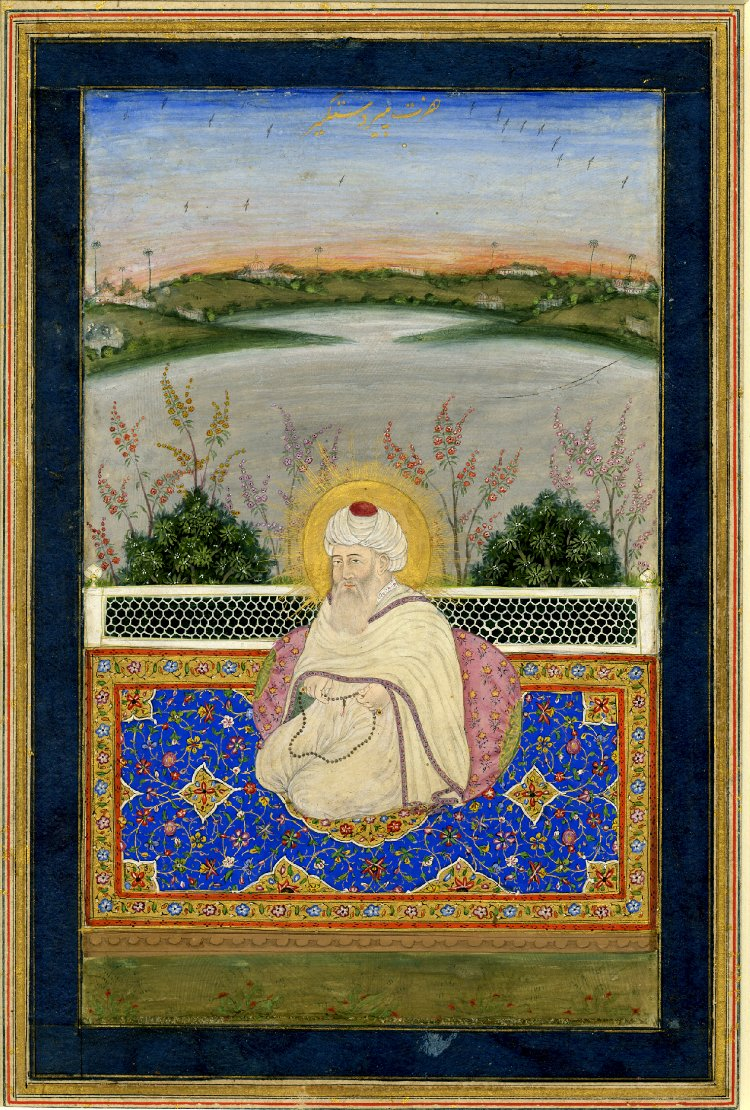
Пир Дастгир, эпоха Великих Моголов

Пир (перс. پیر‎ — «старец») — в суфизме шейх, руководитель тариката (братства), святой, а также могила, где он похоронен.

## Суфизм
В суфизме пиром называют руководителя суфиев. Слово «пир» в мистическом значении впервые употреблялось в IX—X веках. Его начали использовать хорасанские суфии и особенно меламы Нишапура. Хорасанский суфий Абдуллах ибн Мухаммад ибн Муназиль в источниках упоминается как «пир-и эхль-и меламет, пир-и меламетиян». Слово шейх получило широкое распространение среди суфиев Хорасана после XI века. Слова «шейх» и «пир» использовались вместе в одном и том же значении. Термин «пир» имеет эзотерическое значение и находится в одном ряду с такими терминами как муршид, вали, шейх, кутб, гавс и др.
Данное название распространено в Иране, Индии, на Кавказе и других регионах исламского мира. Пиром также называют могилу (мавзолей), в которой похоронен пир.

## Езидские пиры
- Шейх Ади (род. ок. 1073) — основатель езидизма, некоторые исследователи склонны считать Шейха Ади его реформатором.
- Пир Хаджи (XIX век) — езидский мученик из рода Пир Бари.
- Пир Хаджиали — езидский святой. Основоположник одного из родов пиров, которые являются одной из ветвей рода Пир Бари.